# Московски държавен технически университет „Бауман“
Московският държавен технически университет „Бауман“, или МГТУ „Бауман“, е най-големият и най-силният технически университет на Русия, научен център. Наречен е в чест на революционера Николай Бауман, убит през 1905 г. недалеч от главното здание на университета.

## Университетът днес
МГТУ провежда обучение в 65 специалности. През 2003 г. в него са учили около 18 хил. студенти в редовна форма на обучение, преподавали са над 4500 преподаватели, сред които 450 доктори на науките и около 3000 доктори. От 1918 до 1997 гг. са подготвени повече от 120 хил. специалисти.
През 2006 г. в университета действат 18 факултета и Калужки филиал. Някои отраслови факултети на МГТУ са разположени също и в градове на Московска област: Красногорск, Реутов, Корольов.

## Названия
- 1764—1830: Императорски възпитателен дом
- 1830—1868: Московско занаятчийско учебно заведение (МРУЗ)
- 1868—1918: Императорско техническо училище (ИМТУ)
- 1918—1930: Московско висше техническо училище (МВТУ)
- 1930—1943: Московски механо-машиностроителен институт (МММИ)
- 1943—1989: Московско висше техническо училище (МВТУ)
- от 1989: Московски държавен технически университет (МГТУ)

## Видни випускници
- Владимир Шухов (1876) - инженер-конструктор, изобретател на първата в света промишлена установка за крекинг на нефт.
- Андрей Туполев (1918) – авиоконструктор.
- Павел Сухой (1925) – авиоконструктор.
- Сергей Лебедев (1928) - основоположник на изчислителната техника в СССР
- Сергей Корольов (1929) – конструктор и организатор на производството на руска ракетно-космическа техника и ракетно оръжие.

## Галерия
- Главна сграда на МДТУ, изглед откъм парка „Лефортово“
- Учебно-лабораторен корпус
- Една от статуите пред главната сграда на МДТУ
- Корпус на ул. „Бауманская“
- Лицей на МДТУ
- Департамент по енергетика